# Pèlerinage de Saint-Nicolas-de-Port

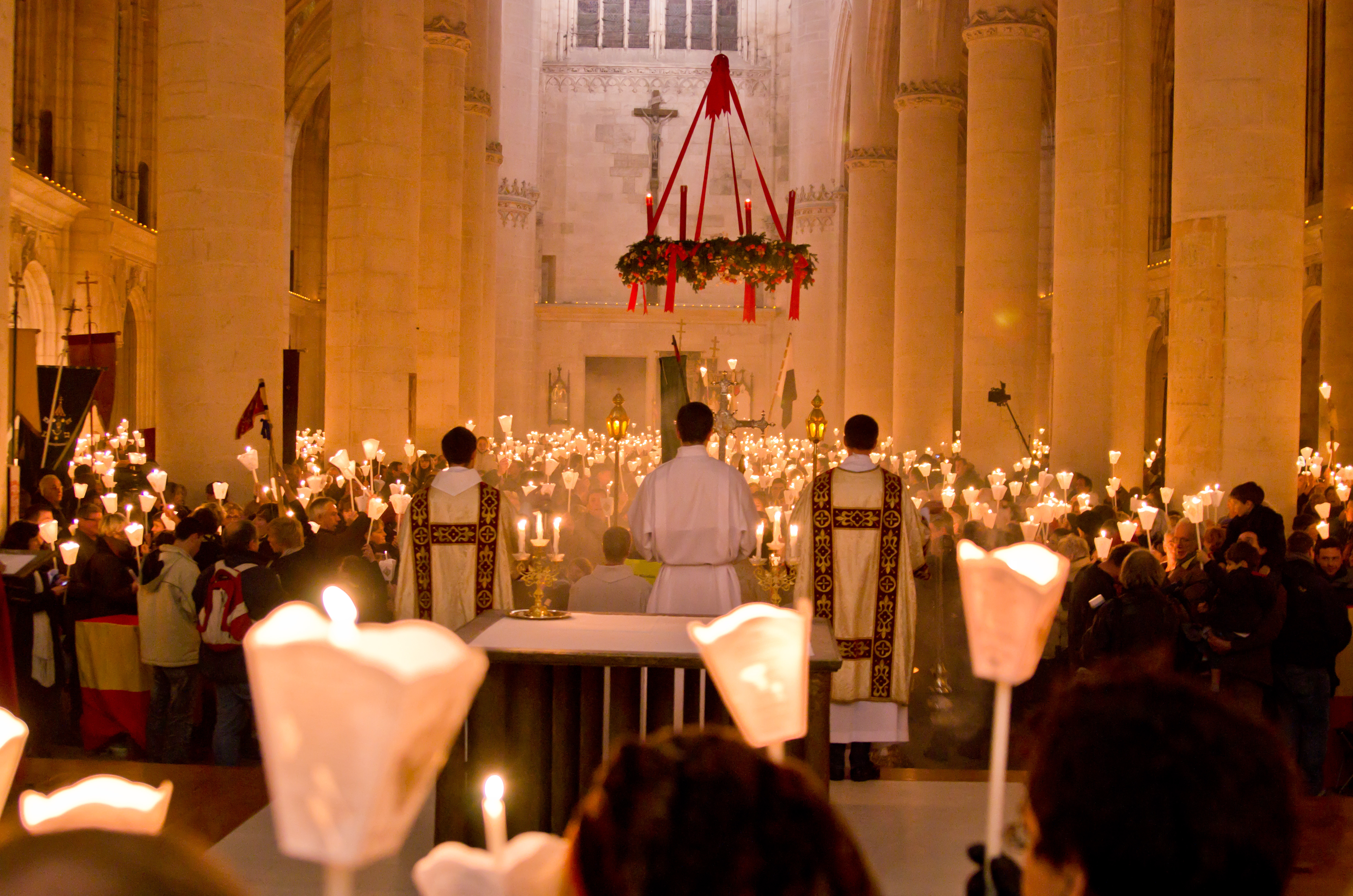
La procession annuelle de la Saint Nicolas.

Le pèlerinage de Saint-Nicolas-de-Port est un pèlerinage ayant lieu tous les ans à la basilique de Saint-Nicolas-de-Port en Lorraine, le samedi le plus proche de la saint-Nicolas, le 6 décembre.

## Histoire

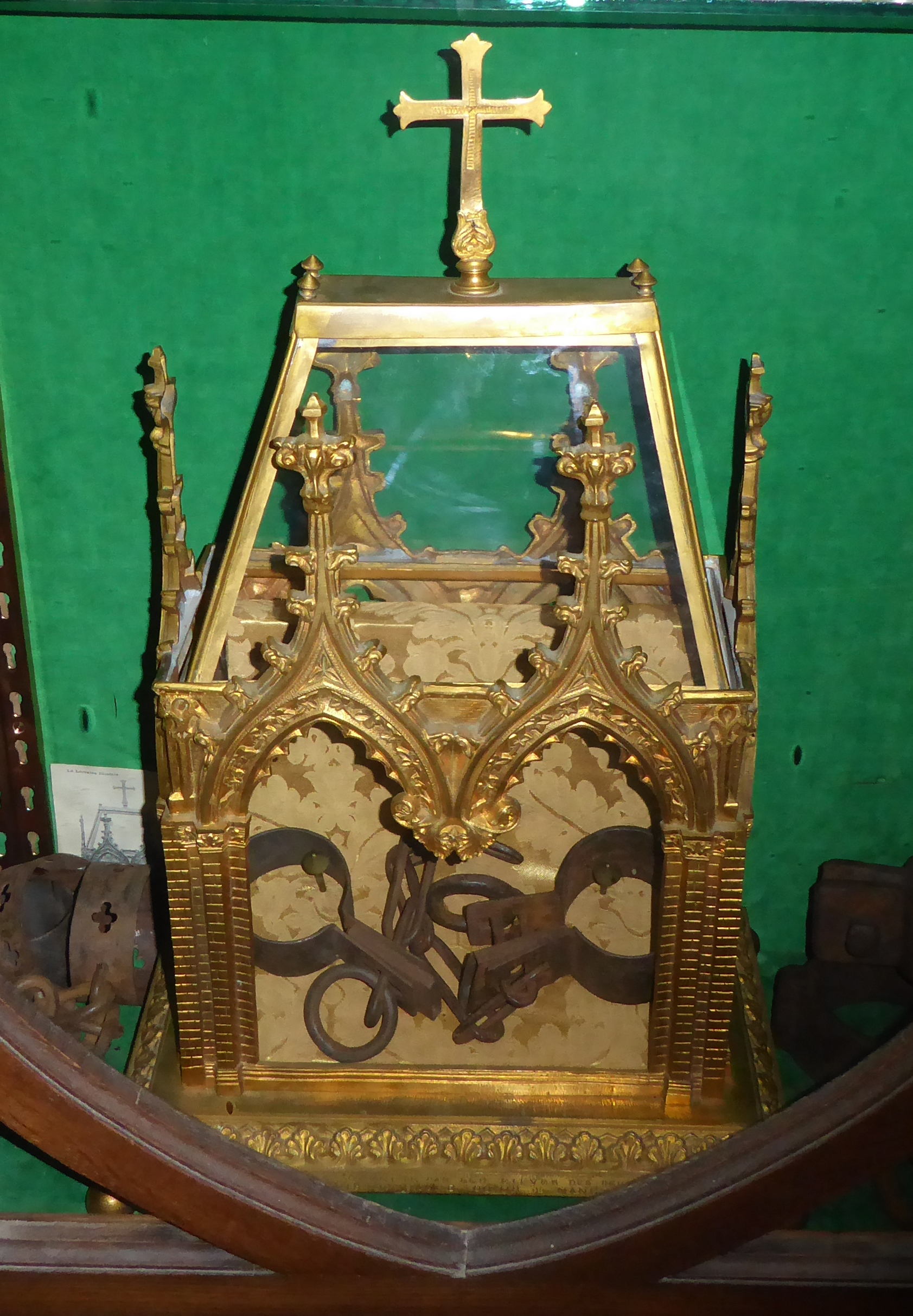
Reliquaire censé contenir les fers du sire de Réchicourt

En 1098, selon la tradition rapportée par un marin qui a participé à la translation, le chevalier lorrain Aubert de Varangéville aurait volé une phalange de saint Nicolas dans la basilique San Nicola de Bari et l'aurait rapporté en Lorraine à Saint-Nicolas-de-Port où elle devient un objet de pèlerinage nicolaïen majeur avec la traditionnelle procession.
Selon la légende, Cunon de Linange, sire de Réchicourt, un chevalier lorrain emprisonné vers 1240 lors de la sixième croisade aurait été miraculeusement libéré de sa geôle alors qu'il allait être exécuté. Après une prière d'intercession à saint Nicolas, il se serait endormi et aurait été transporté pendant son sommeil, puis se serait réveillé sur le parvis de l'église lorraine de Saint-Nicolas-de-Port. Pendant la célébration de l'office qui suivit, les chaînes qui enserraient la taille et les membres du captif tombèrent d'elles-mêmes (ces chaînes sont censées avoir été sauvegardées et sont conservées dans un reliquaire en cuivre doré de la fin du XIXe siècle). Le sire de Réchicourt ordonna qu'une procession ait lieu tous les ans, et on vit jusqu'à la Révolution une délégation des gens de Réchicourt lors de ces célébrations. 
Rapidement le pèlerinage à Saint-Nicolas s'étend bien au-delà de la Lorraine, et le saint est considéré comme le saint patron des Lorrains. La légende veut que ce soit dans l'édifice précédent la basilique que vint se recueillir Jeanne d'Arc avant de partir porter son message au Dauphin de France. En réalité il est plus probable qu'elle soit passée à l'église Saint-Nicolas, afin d'y prier, après avoir rendu visite au Duc Charles II de Lorraine qui était très souffrant.

## Déroulement

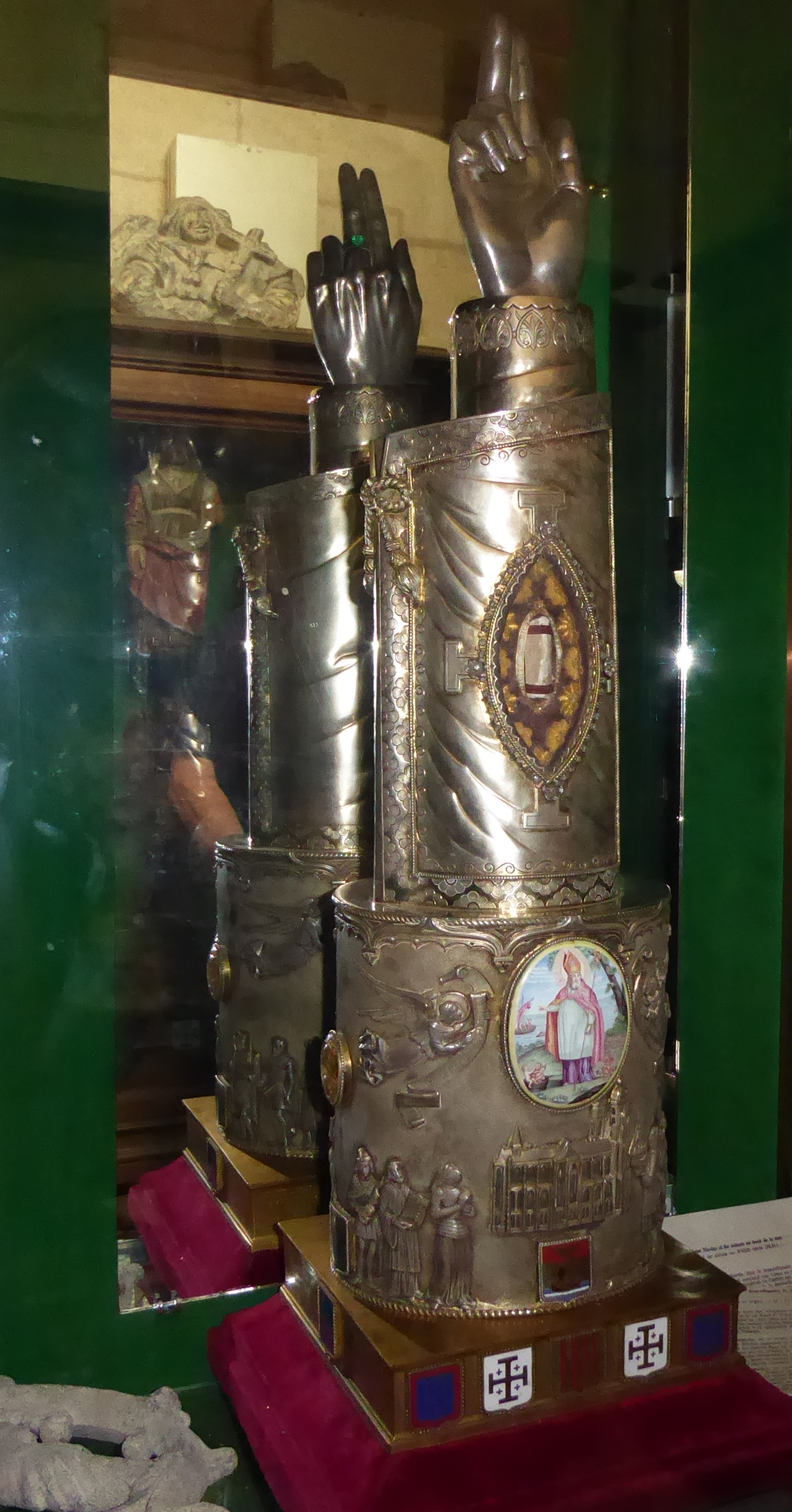
Bras reliquaire contenant la phalange de Saint Nicolas

Traditionnellement, une messe a lieu le samedi le plus proche du 6 décembre, jour de la Saint Nicolas. Elle est dite en présence du sire de Réchicourt accompagné de ses 
pages portant bannières, de Jeanne d'Arc (il s'agit de paroissiens costumés) et d'une statue de saint Nicolas ainsi que du bras reliquaire représentant la « dextre bénissante » (main droite  avec trois doigts levés) et contenant la phalange. À l'issue de la messe, la « procession aux flambeaux » se forme, prêtres en tête entourant la statue et la relique portées à dos d'homme, suivis par les figurants puis les fidèles, cierges allumés. 
Le cortège fait le tour de la basilique en entonnant l'hymne dédiée au patron des Lorrains :
Saint Nicolas, ton crédit d'âge en âge,

a fait pleuvoir tes bienfaits souverains.

Viens, couvre encor' de ton doux patronage

tes vieux amis les enfants des Lorrains.

## Crédit d'auteurs
- Cet article est partiellement ou en totalité issu de l'article intitulé « Basilique de Saint-Nicolas-de-Port » (voir la liste des auteurs).